# Abayi Kalau
Abayi Kalau – kongijski piłkarz grający na pozycji lewego obrońcy. W swojej karierze grał w reprezentacji Zairu.

## Kariera reprezentacyjna
W reprezentacji Zairu Kalau zadebiutował w 1985 roku. W 1988 roku powołano go do kadry na Puchar Narodów Afryki 1988. Zagrał w nim w dwóch meczach grupowych: z Marokiem (1:1) i z Wybrzeżem Kości Słoniowej (1:1). W kadrze narodowej grał do 1989 roku.